# Liste der Contributing Properties im Saint Anthony Falls Historic District

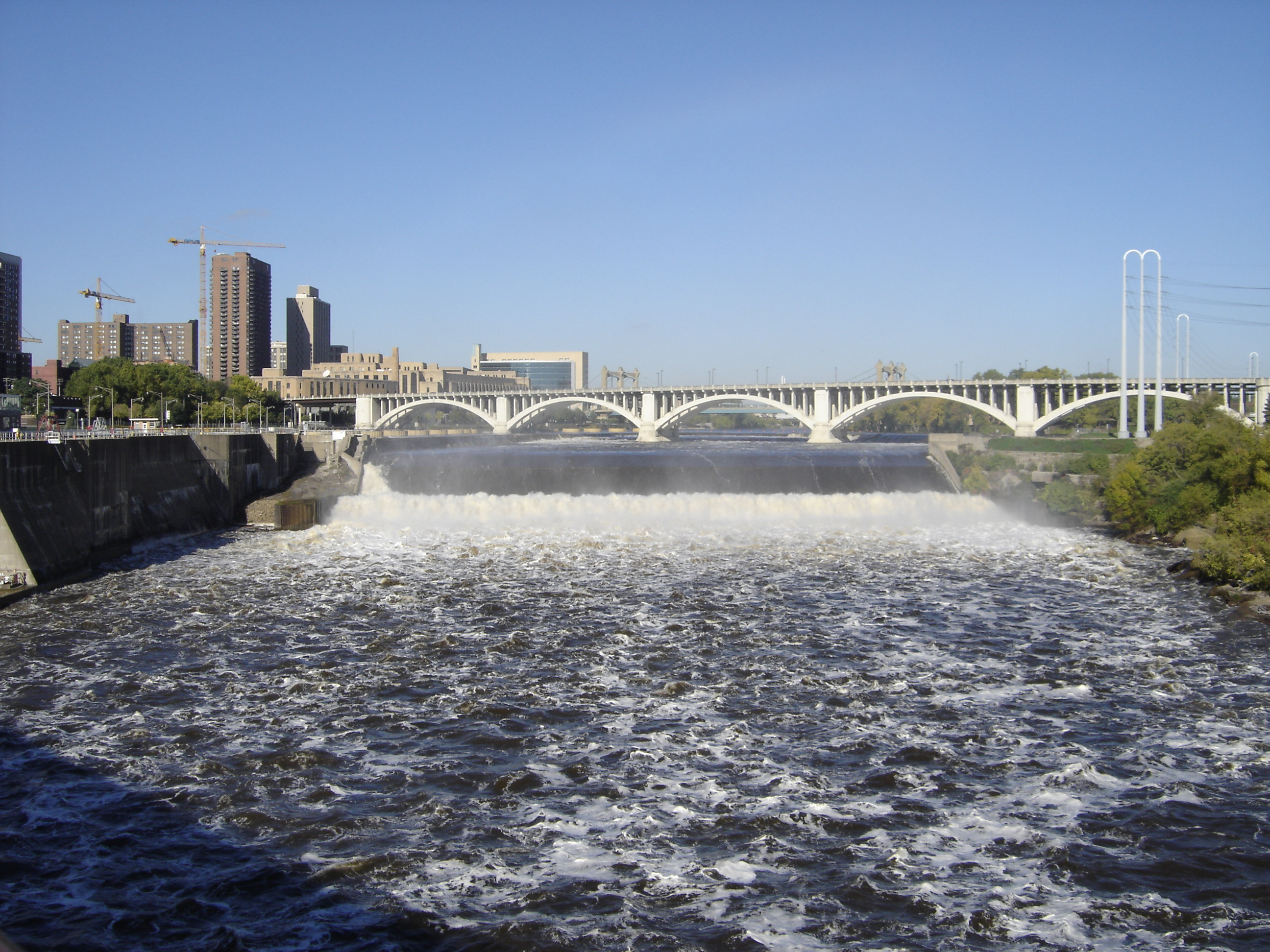
Saint-Anthony-Fälle, 2005

Die Liste der Contributing Properties im Saint Anthony Falls Historic District nennt die 85 historischen Objekte, die zu diesem geschützten Gebiet in Minneapolis, Minnesota, gehören. Von dieser Liste sind 56 Objekte noch existent.
Diese sind sogenannte Contributing Propertys, die den Historic District in der Umgebung der Saint-Anthony-Fälle bilden.

## Noch vorhanden
- Adams-Barquist House

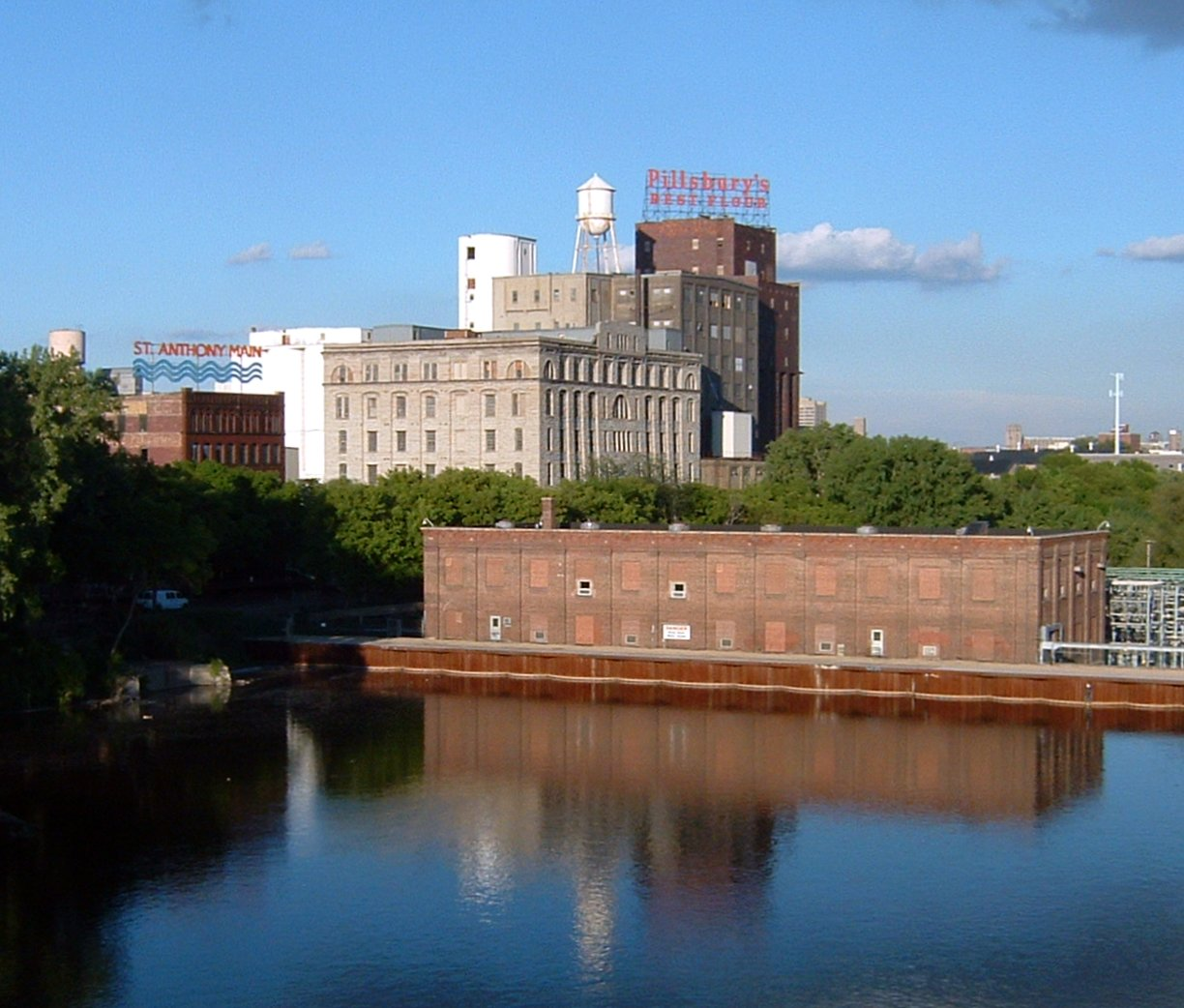
Pillsbury "A" Mill und Hennepin Island Hydroelectric Plant

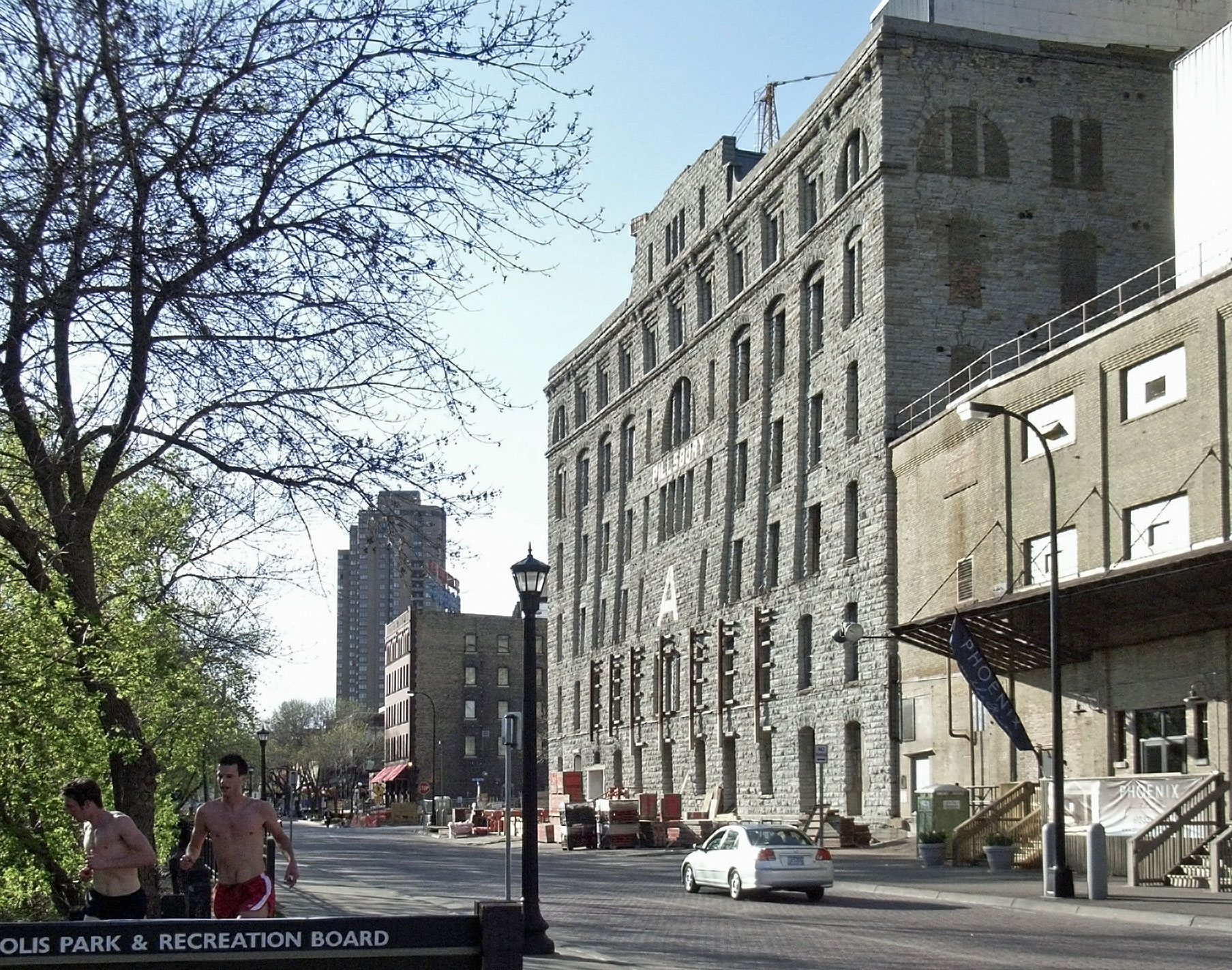
Pillsbury "A" Mill

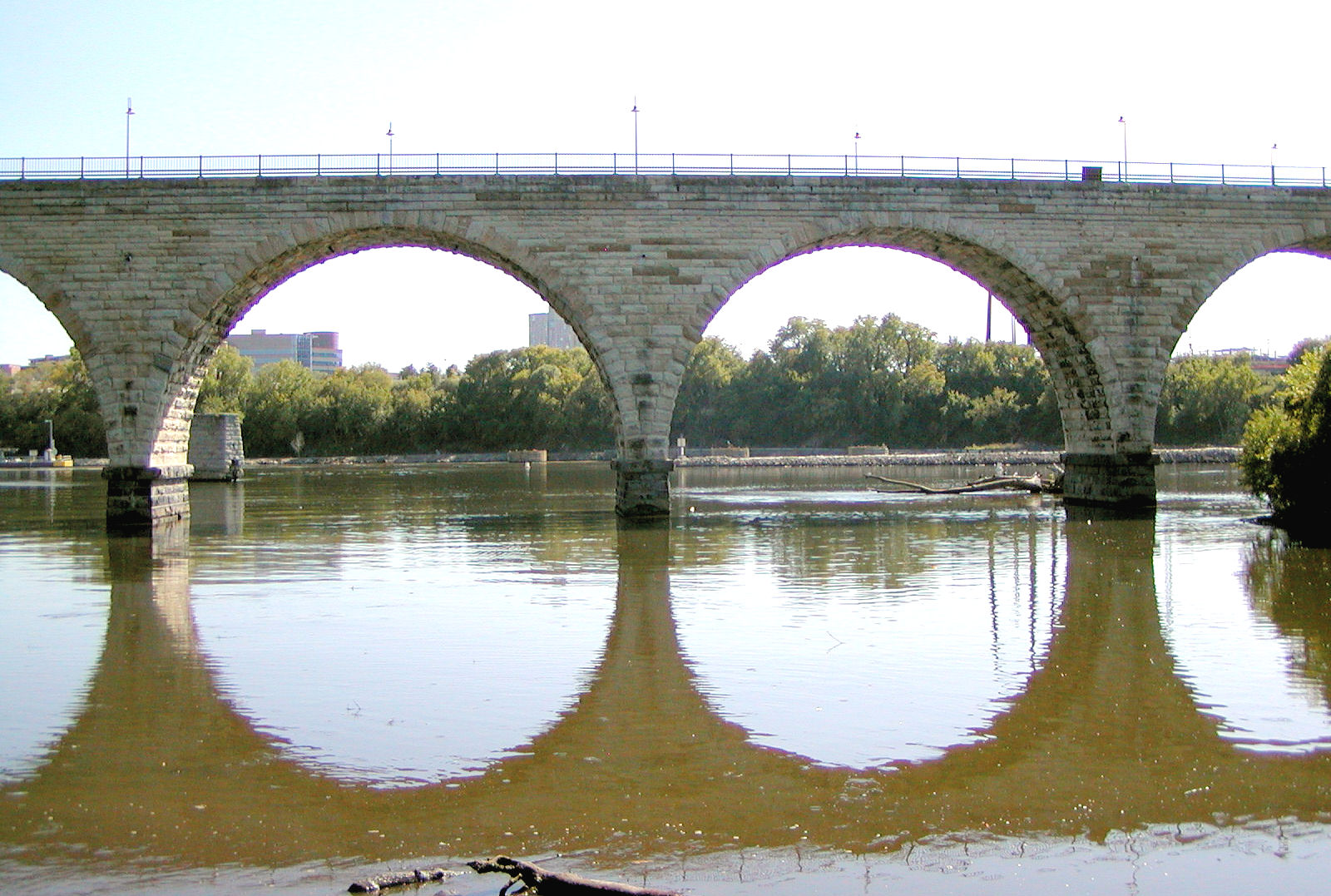
Stone Arch Bridge

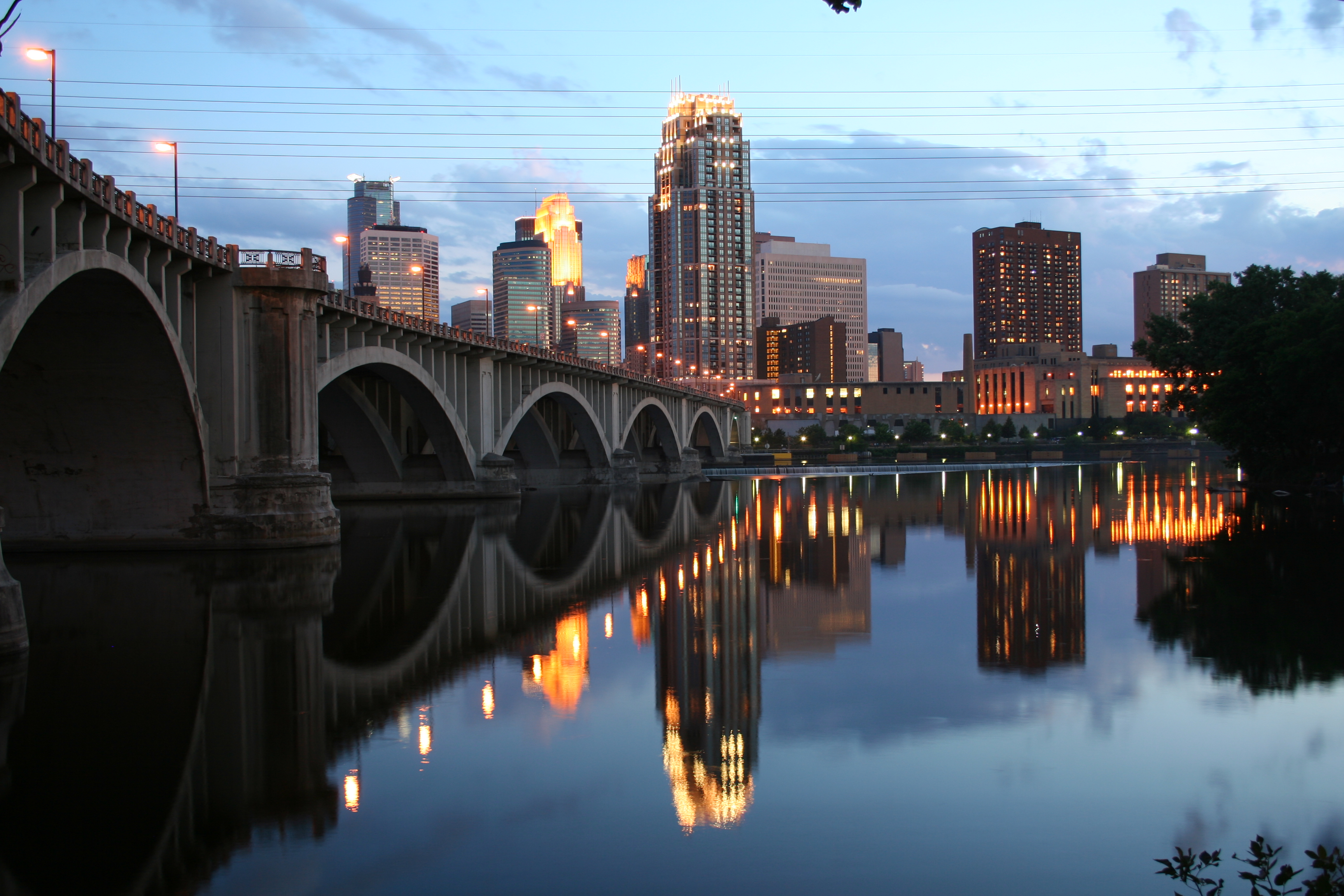
Third Avenue Bridge

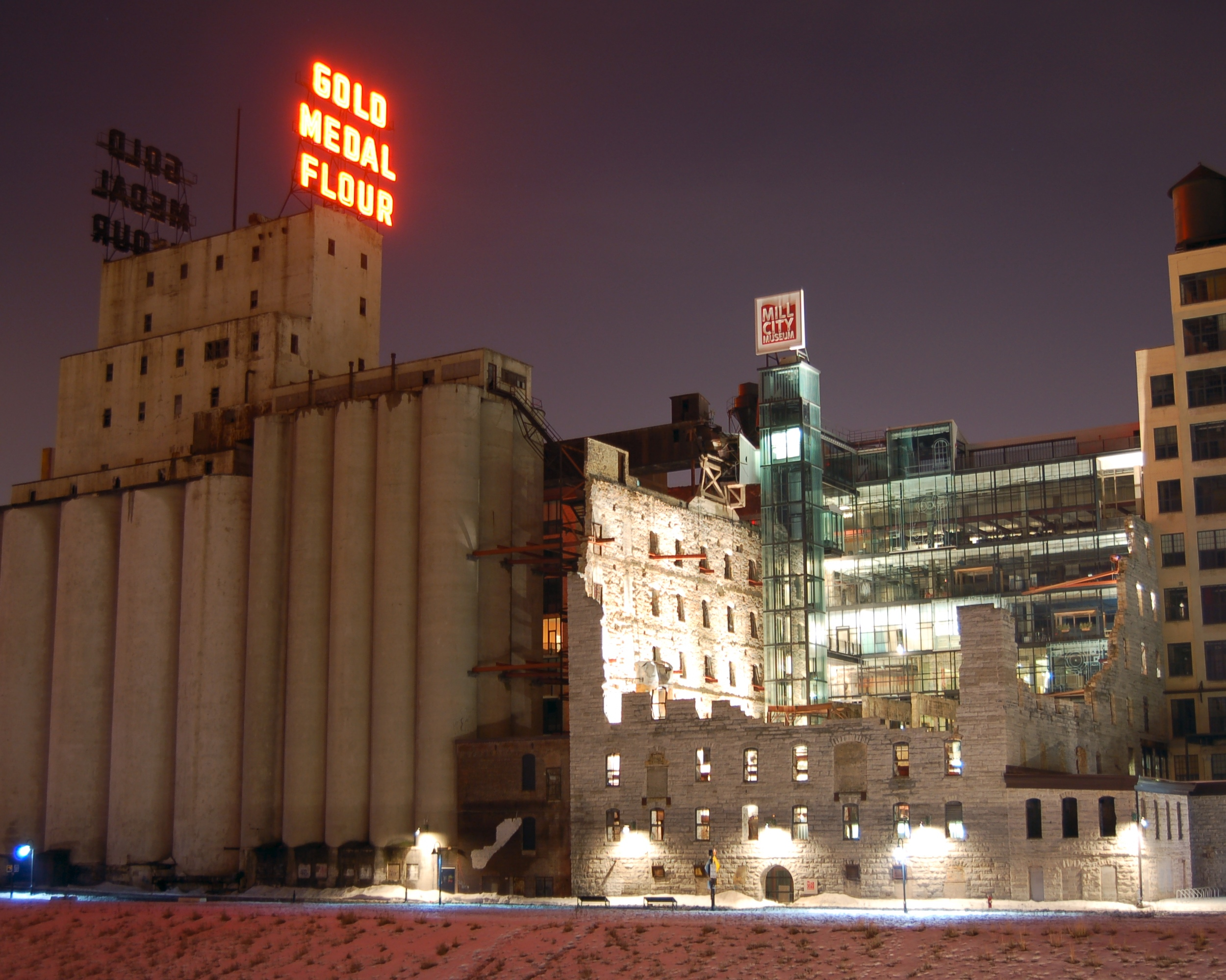
Washburn "A" Mill (rechts)

- Andrew and Ole Loberg House, 171 E. Island Ave.
- Andrew and Ole Loberg House, 175 E. Island Ave.
- Backe-Barquist House
- Baker-Leber House
- Barquist-Holmberg House
- Bridge No. L-8900
- Bridge No. L-9331
- Bridge No. L-9332
- Bridge No. L-9333
- Brookins, George, W., House
- Crown Roller Mill
- Eastman Tunnel
- Falls of St. Anthony Dam
- Falls of St. Anthony Dike
- Falls of St. Anthony, East Channel Escarpment
- Franklin G. Griswold House, 15-17 Maple Pl.
- Franklin G. Griswold House, 107-109 W. Island Ave.
- Hall and Dann Barrel Company Factory
- Hennepin Island Hydroelectric Plant
- 27 Maple Place
- 18-20 Maple Place
- Humboldt Flour Mill
- John Mayell House
- Log Sluice
- Main Street Hydroelectric Station
- Martin and Morrison Block
- Mayall, John, House
- Meader-Farnham House, 103-105 W. Island Ave.
- Minneapolis Eastern Railway Company Engine House
- Minneapolis Flour Mill
- Murphy, Edward, House
- North Star Woolen Mill
- Northwestern Consolidated Milling Company Elevator A (Ceresota Building)
- O'Brien-Meyer House
- Our Lady of Lourdes Catholic Church (Minneapolis)
- R.M.S Pease House
- Pillsbury "A" Mill
- Pillsbury „A“ Mill Transformer Building
- Pillsbury Industrial Equipment / Pillsbury Machine Shop
- Pillsbury Warehouse #2
- Pracna Building
- James Pye House
- Russell’s Planning Mill / Model Mill / King Midas Flour Mill
- Salisbury & Satterlee Company Complex
- St. Anthony Falls Hydroelectric Laboratory
- St. Anthony Falls Water Power Co. Canal / Pillsbury Canal
- St. Anthony Falls Water Power Co. Tailrace / Chute Tunnel
- Standard Flour Mill
- Stone Arch Bridge
- Third Avenue Bridge
- Upton Block / Union Iron Works
- Washburn, Crosby & Company „A“ Flour Mill (Washburn "A" Mill)
- Washburn-Crosby Company Elevator No. 2
- Washburn-Crosby Company Train Shed
- William D. Burnett Tenement
- Woodward Flat Duplex
- Woodward Flat Fourplex

## Nicht mehr vorhanden

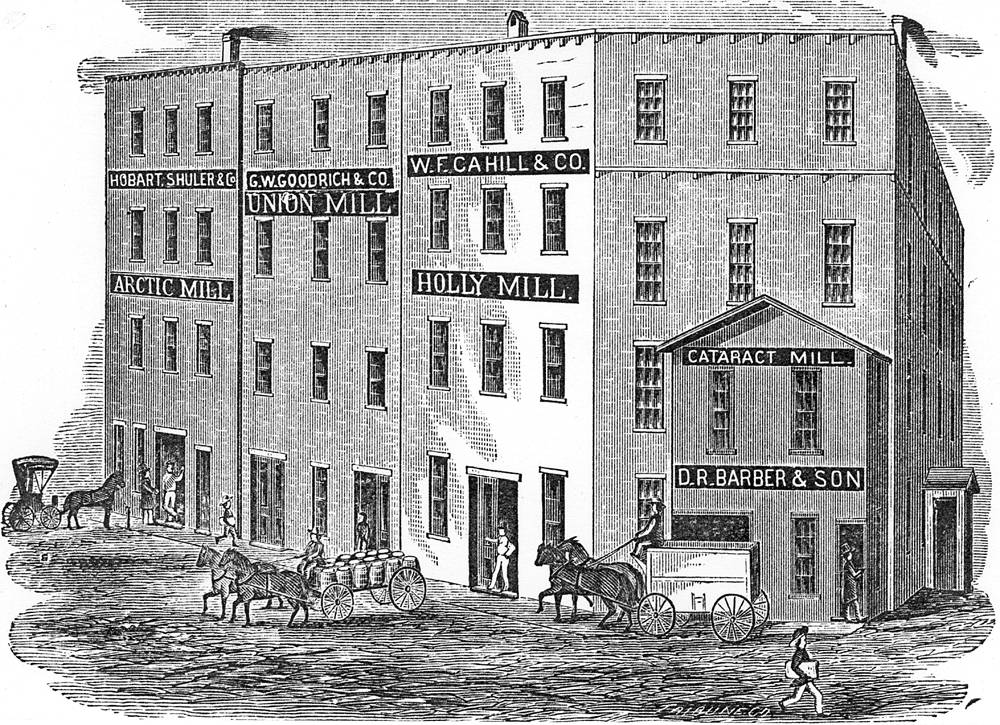
Arctic, Union, Holly and Cataract flour mills

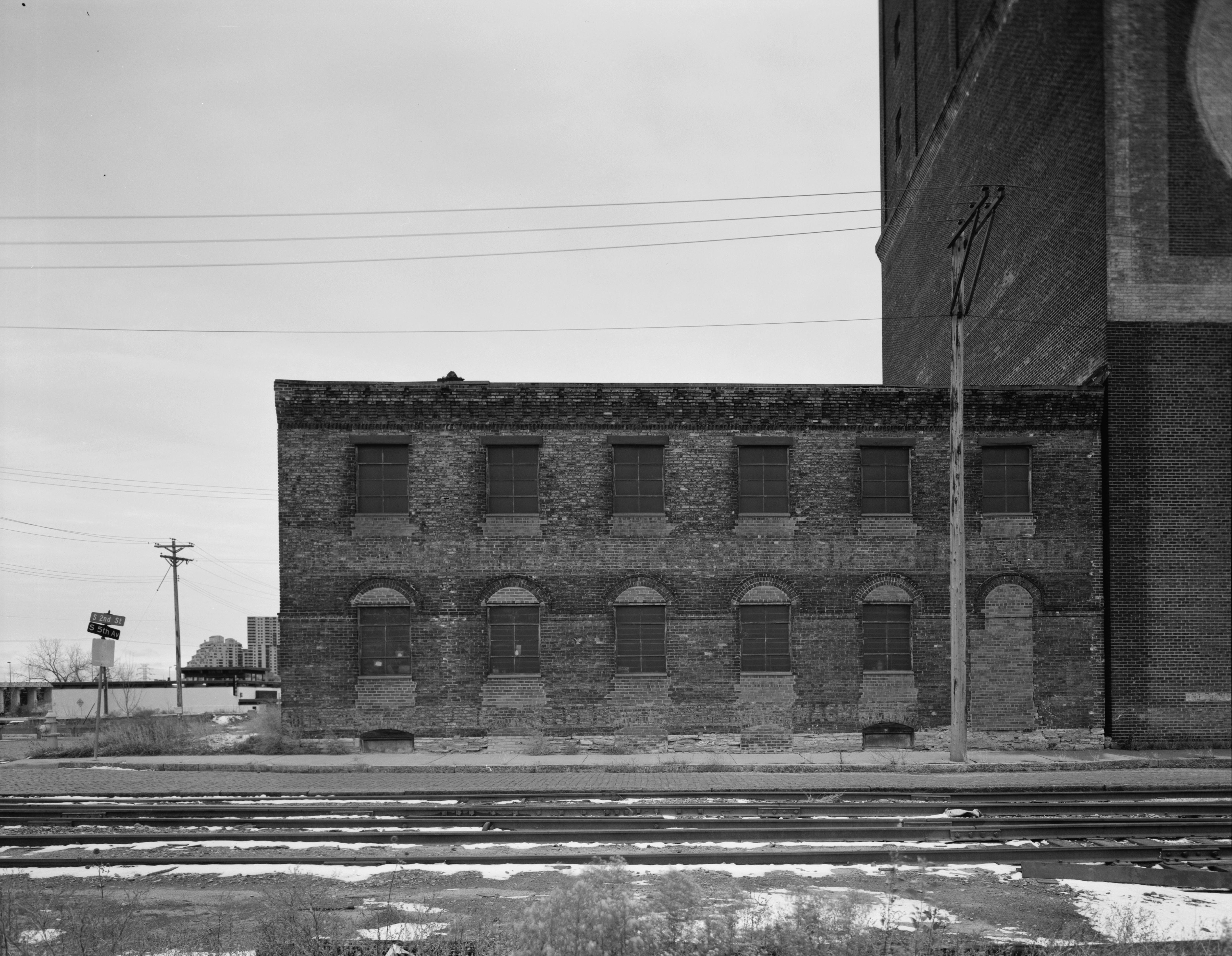
Minneapolis Boiler Works

- Alaska Flour Mill / Pillsbury „B“ Flour Mill
- Anchor Flour Mill
- Arctic Flour Mill / St. Anthony Flour Mill
- Cataract Flour Mill
- Clapp Woolen Mill / Empire Mill / Pillsbury B Elevator
- Columbia Flour Mill
- First Bassett Sawmill / Second City Waterworks
- First City Waterworks / Holly Flour Mill
- Galaxy Flour Mill
- Minneapolis and St. Louis Railroad Wheelhouse
- Minneapolis Cotton Mill / Excelsior Flour Mill
- Minneapolis Eastern Railroad Trestle Piers
- Minneapolis Mill Co. Gatehouse & Power Canal
- Minneapolis Paper Mill / Pillsbury Warehouse C
- Northwestern Flour Mill
- Occidental Feed Mill
- Palisade Flour Mill
- People’s Flour Mill
- Pettit Mill / Northwestern Consolidated Elevator B
- Phoenix Flour Mill / Pillsbury Rye Mill
- Pillsbury „A“ Steam Power Plant
- Russell Mill / Dakota Mill / King Midas Flour Mill
- Second Bassett Sawmill
- Second East Side Platform Sawmills
- Union Flour Mill
- Washburn „B“ Flour Mill Complex
- Washburn „C“ Flour Mill Complex
- Zenith Flour Mill

## Belege
- St. Anthony Falls Historic District. Minnesota Historical Society (nrhp.mnhs.org). Abgerufen am 25. Juli 2007